# Drastamat Kanayan
Drastamat Kanayan (Դրաստամատ Կանայեան in armeno; Iğdır, 31 maggio 1884 – Watertown, 8 marzo 1956) è stato un politico e militare armeno che comandò l'Armenische Legion delle Waffen-SS durante la seconda guerra mondiale.

## Biografia
Drastamat Kanayan, noto anche come generale Dro, combatté come collaborazionista a fianco delle forze della Germania nazista per sostenere il nazionalismo armeno.

Comandante della Armenische Legion delle Waffen-SS durante la seconda guerra mondiale, divenne in seguito membro del Movimento di liberazione nazionale dell'Armenia e della Federazione Rivoluzionaria Armena.
Morì a Watertown l'8 marzo 1956.